# Jacob Judén
Jacob Judén, ursprungligen Jaakko Heikinpoika (översättning på svenska: Jaakko Heikkisson), på finska vanligen Jaakko Juteini, född 14 juli 1781 på Juutila gård i Hattula, död 20 juni 1855 i Viborg, var en finländsk nationalistisk författare.
Judén var en tid vallgosse på Jutila gård, men blev 1800 student vid Kungliga Akademien i Åbo. Under sin studietid vistades han i olika delar av Finland, varigenom han lärde sig i grund känna såväl folkets lynne och seder som de olika folkmålen. Hans stil blev därför mycket populär och hans språk fritt från dialektegenheter. År 1810, när finländska regeringskonseljen skulle bildas, hoppades han på att få translatorstjänsten i finska språket vid densamma; men då man fordrade, att han i finskan skulle skriva x och z i stället för ks och ts, såsom han, enligt de i finskan strängt följda fonetiska lagarna, hade börjat skriva, avstod han från alla förhoppningar på tjänsten. Han blev magistratssekreterare 1812 i Fredrikshamn och 1813 i Viborg. Från denna befattning tog han avsked 1840 och levde sedan som skeppsmätare i Viborg, alltjämt med stor iver verksam för folkbildning. 
Vid Akademien i Åbo hade Judén fått de första väckelserna till skriftställarverksamhet av Henrik Gabriel Porthan och Frans Michael Franzén. Det första häftet av hans skrifter (Kirjoituksia) utkom 1810, och 1815 utgav han en finsk samling "Nya ordspråk". År 1816 utkom en större runa, Suomalainen, där finnens fredliga kamp mot naturens makter prisas, men där det också framhålls, hur han är färdig att värna sin frihet mot hotande faror. Vid slutet av denna dikt var fogad den bekanta sången, som börjar med orden: Arvon mekin ansaitsemme ("Även vi förtjänar heder"), ett uttryck för nationalkänslan. Från samma tid härrör ett par avhandlingar och teaterstycket Perhekunda (Familjen), vilka utgör de första finska försöken på filosofins och dramatikens områden. 
Men snart väckte Judéns oförtrutna litterära verksamhet anstöt; särskilt retade hans skämtsamma sånger de andliga, vilka i dem ofta fick sitta emellan. I handskrift spriddes kring landet en mot honom riktad finsk motruna, och till följd därav skrev han 1819 en av sina bästa sånger: Hyvästijättö Wäinämöiselle (Avsked till Väinämöinen), där han säger sin kantele farväl. Trots detta publicerade han redan samma år Huilun humina eli takaisintulo Wäinämöisen hyvästijätöstä (Flöjtens ljud eller återvändandet från Väinämöinens avsked). 
Åren 1826–27 utgav Judén bland andra dikter även Sangari Sionissa (Hjälten i Sion), i vilken Frälsarens verksamhet och lidande besjungs. Han anklagades för att i sin på svenska skrivna Tankar i varianta ämnen, försöka sprida kristendomsfientliga åsikter, och hans bok brändes offentligt av bödeln (1828), innan senatens slutliga dom i saken fallit. Bittert sårad av denna skymf, brände Judén sina ännu otryckta skrifter och meddelade för andra gången sitt beslut att avstå från allt skriftställeri. Sedan hovrättens dom upphävts av senaten 1831, började han dock att åter publicera såväl dikter som prosastycken. 
Sina sista levnadsår använde Judén, som utnämnts till hedersdoktor vid Helsingfors universitet, mest till att granska och förbättra sina skrifter för en samlad upplaga, vilken efter hans död utgavs av hans son (1856–58). Judén hade under sin ungdom tagit intryck av 1700-talets upplysningsfilosofi, varför han mest lade an på utbildandet av förståndet, och hans dikter är ej mycket annat än retorisk-didaktisk prosa i metrisk form. Som Porthans lärjunge hängiven allt fosterländskt, uppoffrade han både sina krafter och sina tillgångar för folkbildning och utbildandet av dess språk, vars hängivnaste beundrare och förkämpe han var, redan långt innan Adolf Ivar Arwidssons, Reinhold von Beckers och Johan Vilhelm Snellmans maningar ljudit.

## Judens finskspråkiga böcker
- "Juteini-kirja"
- "Voi sun juttujas, Juteini" (Littera 1983)
- Ajan wiete, elli, Moninainen runo-kokous (1817)
- Erhetyksen waikutus, elli, Lapsen murha (1827)
- Huilun humina, elli, Takaisin tulo Wäinämöisen hywästi jätöstä (1820)
- Huwitus-Sanomia (1819)
- Jaakko Juteinin eläinsuojeluskirjoitelmat (T. K. Forsten 1906)
- Jaakko Juteinin mietteitä eläinsuojeluksesta
- Jak. Juteinin kirjoja 1: Kandeleen kaksoiset eli Laulu- ja runo-kokous (Alfthan 1856)
- Jak. Juteinin kirjoja 2: Leikki-lauluja ja pila-puheita (Alfthan 1856)
- Jak. Juteinin kirjoja 3: Runo-vihko (Alfthan 1856)
- Jak. Juteinin kirjoja 4: Huvitus-kirja (Alfthan 1857)
- Jak. Juteinin kirjoja 5: Kirja vakaisissa aineissa ja piirroksia (Alfthan 1857)
- Jak. Juteinin kirjoja 6: Kynä-kokeita ja kirja-kokous (Alfthan 1858)
- Jak. Juteinin kirjoja 7: Ajatuksia ja hupailemia (Alfthan 1858)
- Jak. Juteinin kirjoja 8: Ajatuksen alkeita ja runon tähteitä (Alfthan 1858)
- Jak. Juteinin kirjoja 9: Tarina- ja kummitus-kirja; Suomalaisten valittuja sanan-laskuja (Alfthan 1858)
- Jak. Juteinin Runon tähteitä (1826)
- Jak. Juteinin Wilpittömiä kirjoituksia (1817)
- Kirjoituksia Jak. Juteinilda 1 (1810)
- Kummituksia, elli, Luonnollisia aawis-juttuja, walistuksen lisäksi
- Lasten kirja (1816–1817)
- Lauseita Jak. Juteinin kirjoista (1844)
- Lausumisia, ja muita wakaisia runo-kirjoituksia (1817)
- Lähtö-laulu, elli, Hywästi-jättö Wäinämöiselle (1819)
- Muisto-patsas Suomessa Aleksanderille I keisarille ja suurelle ruhtinaalle (1815)
- Nimi-päiwä, elli, Hywä elämä howissa (1824)
- Perhe-kunda (1817)
- Pila pahoista hengistä (1817)
- Pila-kirjoituksia (1816)
- Sanan laskun koetuksia ja runon tähteitä (1844)
- Suomalainen, elli, Runo ahkeruudesta Suomessa (1816)
- Uusia lauluja, perustus-kielellä (1819)
- Uusia sanan laskuja (1817)
- Valikoima Jaakko Juteinin runoja (Helsingin kustannus-o.y. 1907)
- Walittuja suomalaisten sanan laskuja (1818–1819)
- Wenäläinen, elli, Runo Pohjan sodasta (1816).

## Judéns svenskspråkiga böcker
- Anmärkningar uti finska skaldekonsten (1816)
- Anteckningar af Tankar uti Varianta Ämnen (1827)
- Försök till utredande af finska språkets grammatik (1818)
- Kritik öfver Lån-bokstäfverna uti Finska Språket (1816).